# Кристина Датская (королева Швеции)
Кристина Бьёрнсдоттер Датская (Христина; дат. Kirstine Björnsdatter, швед. Kristina Björnsdotter; ок. 1120/25 — ок. 1160/70) — королева-консорт Швеции, жена Эрика IX Святого и мать короля Кнута I Эрикссона.

## Жизнь
Согласно «Саге о потомках Кнута» Кристина была дочерью Бьёрна Харальдсена Железнобокого и его супруги, шведской принцессы Катарины Ингесдоттер, дочери короля Швеции Инге I. Она осталась сиротой в 1134 году, когда её отец принц Бьёрн был убит по приказу своего дяди, короля Дании Эрика II.
В 1149 или 1150 году Кристина вышла замуж за своего двоюродного брата Эрика IX, в то время претендента на трон от Уппланда. Шесть лет спустя её муж стал королём Швеции; она была королевой Швеции в течение четырёх лет, с 1156 по 1160 год. Их детьми были:
- Кнут Эрикссон, король Швеции (1167—1196)
- Филипп Эрикссон
- Катарина Эриксдоттер, жена Нильса Блейка
- Маргарита Эриксдоттер, жена норвежского короля Сверрира Сигурдссона

Королева Кристина осталась в истории благодаря её конфликту с Варнхемским монастырём. У неё был спор с монахами по вопросу собственности на землю, на которой стоял монастырь, поскольку она считала её своим наследством от своей родственницы леди Сигрид. Утверждается, что она преследовала монахов: сага обвиняет её в том, что она отправила в монастырь женщин, чтобы те танцевали обнажёнными перед монахами. Это вынудило монахов покинуть страну и искать убежища в Дании, где в 1158 году они основали аббатство Вицкло. Из-за этого конфликта Папа Римским рассматривал возможность отлучения её от церкви.
Королева Кристина овдовела после убийства короля около собора в Уппсале в 1160 году. Согласно легенде, она бежала со своим сыном и последователями, забрав коронованную голову своего мужа. Считается, что последующие годы она провела в Дании.
В 1167 году её сын был назначен королём Кнутом I. Предположительно вдовствующая королева Кристина умерла в начале его правления примерно в 1170 году, однако ни дата её рождения, ни смерти доподлинно не установлены.